# Olivia (piosenkarka)
Olivia Theresa Longott, (ur. 15 lutego 1981, Queens w Nowym Jorku) – amerykańska wokalistka, znana z występów w grupie G-Unit oraz współpracy z raperem 50 Cent, Lloyd Banks oraz Shaggy. W latach 2004–2007 związana kontraktem płytowym G-Unit Records, obecnie zaś z Def Jam Recordings.

## Dyskografia

### Albumy
- 2001: Olivia
- 2005: Behind Closed Doors (niewydany)
- 2011: Show the World

### Mixtape
- 2006 DJ Whoo Kid & Olivia: So Seductive

### EP
- 2006 The 1st Lady Of G-Unit